# Robert Henry Barnes
Robert Henry Barnes (Inghilterra, 2 ottobre 1849 – Nuova Zelanda, gennaio 1916) è stato uno scacchista britannico naturalizzato neozelandese.
Principali risultati:
- 1880:  gioca un match a New York con Eugene Delmar, perdendo 0,5-7,5;
- 1884:  quarto a Francoforte;
- 1887:  vince l'Hauptturnier A di Francoforte con 8/9;
- 1894:  vince l'Hauptturnier A di Lipsia con 5/5;
- 1894:  terzo-quinto nel campionato tedesco di Lipsia;
- 1896:  vince ad Eisenach il Campionato tedesco (10º Congresso DSB).

Nei primi anni del Novecento emigrò in Nuova Zelanda, partecipando diverse volte al campionato nazionale. Si classificò settimo nel 1911, quarto nel 1913 con 7,5/11, secondo nel 1914 (con 10/14) e secondo nel 1915 (con 9/10).